# نهر بلات
نهر بلات (بالإنجليزية: Platte River) هو نهر رئيسي يقع في ولاية نبراسكا الأمريكية. يبلغ طوله حوالي 310 ميل (500 كم)؛ وبقياسه لأحد روافده نهر بلات الشمالي يمكن أن يصل طوله لأكثر من 1،050 ميل (1،690 كم). نهر بلات هو أحد روافد نهر ميزوري، وهو في حد ذاته أحد روافد نهر المسيسيبي الذي يتدفق إلى خليج المكسيك. معظم نهر بلات عبارة عن مجرى واسع ضحل ومتعرج ذو قاع رملي مع العديد من الجزر ما يجعله نهر مجدول.
يعد نهر بلات أحد أهم أنظمة الروافد في مستجمعات المياه في ميزوري، حيث يستنزف جزءًا كبيرًا من السهول الكبرى الوسطى في نبراسكا وجبال روكي الشرقية في كولورادو ووايومنغ. لعب النهر دورًا مهمًا في التوسع الغربي للولايات المتحدة، حيث وفر الطريق الرئيسية للعديد من مسارات المهاجرين، بما في ذلك مسارات أوريغون وكاليفورنيا ومورمون وبوزمان. كان أول الأوروبيين الذين إستكشفوا نهر بلات المستكشفين الفرنسيين وصيادي الفراء سنة 1714؛ وأطلقوا عليه أولاً اسم نبراسكير(نبراسكا)،وهو الاسم الذي أطلقه عليه شعب أوتو [الإنجليزية]، والذي يعني "الماء المسطح". والتعبير قريب جدًا من الكلمات الفرنسية ’’النهر المسطح’’، الأصل المحتمل لاسم نهر بلات.

## أنظر أيضا
- قائمة أنهار الولايات المتحدة
- نهر المسيسيبي
- نهر ميزوري

## روابط خارجية
- نظام معلومات الأسماء الجغرافية للمسح الجيولوجي الأمريكي: نهر بلات